# ETSV 1846 Jahn Offenburg
Der ETSV 1846 Jahn Offenburg e. V. ist ein deutscher Sportverein mit Sitz in der baden-württembergischen Stadt Offenburg im Ortenaukreis.

## Geschichte
Der Verein wurde ursprünglich als Reichsbahn-Turn- und Sportverein Jahn Offenburg im Jahr 1934 gegründet. Nach dem Ende des Zweiten Weltkriegs wurde der Verein erst einmal aufgelöst, gründete sich einige Zeit danach aber als ESV Jahn Offenburg wieder neu. Eine gewisse Zeit später schloss er sich dann mit dem TV 1846 Offenburg zum heutigen ETSV Jahn Offenburg zusammen.

### Fußball

#### Zweiter Weltkrieg
Schnell entwickelten sich die Fußball des Vereins als eine regional starke Mannschaft. So kam es durch Ausbruch des Zweiten Weltkriegs dazu, dass die Gauliga Baden für die Saison 1939/40 aus organisationsgründen in viele Staffeln aufgeteilt wurde. Somit rutschten viele zweitklassige Mannschaften in die Erste Liga. Hierunter war auch Jahn, welcher sich innerhalb der Gruppe Südbaden in der Staffel Offenburg wiederfand. Hier gelang dem Team jedoch kein einziger Sieg oder gar ein Unentschieden und am Ende stand ein Torverhältnis von 9:37 auf der Tabelle. Da nur der Sieger der aus vier Mannschaften bestehenden Staffel in der Liga verbleiben durfte, gingen weitere Vereine mit den Weg in die Zweitklassigkeit zurück.

#### Heutige Zeit
In der Saison 2004/05 spielt die erste Mannschaft in der Kreisliga B Offenburg und platzierte sich dort mit 11 Punkten auf dem 13. Platz. Nach der Saison 2005/06 reichte es dann mit sieben Punkten erneut nur für den 13. Platz, diesmal war dies jedoch auch der aller letzte Platz. Dieser Wert konnte danach in der Spielzeit 2006/07 noch einmal übertroffen werden und man landete mit lediglich vier Punkten erneut auf dem letzten, diesmal dem 14. Platz. Nach einer langen Durststrecke konnte man sich dann nach der Saison 2007/08 wieder steigern und mit 21 Punkten sich auf dem elften Platz der Tabelle platzieren. Dieser Trend wurde in den darauffolgenden Spielzeiten zwar auch fortgesetzt, jedoch gelang kein einzige Mal ein erreichen der obersten Plätze. Zur Saison 2019/20 wurde dann die Kreisliga C eingeführt, in die die Mannschaften dann aufgrund der schlechten Positionierungen in den vergangenen Jahren ebenfalls rutschte, hier spielt der Verein auch noch bis heute.